# Darius Miller
Pour les articles homonymes, voir Miller.
Darius Miller, né le 21 mars 1990 à Maysville dans le Kentucky, est un joueur américain de basket-ball. Il évolue au poste d'ailier.

## Biographie

### Carrière universitaire
Darius Miller évolue avec l'équipe de l'école de Mason County à Maysville.
Darius Miller joue quatre saisons dans l'équipe universitaire des Wildcats du Kentucky. En 2012, il remporte le championnat de NCAA avec son université et reçu avec son équipe par Barack Obama à la Maison Blanche.

### Carrière professionnelle

#### Hornets de la Nouvelle-Orléans (2012-nov. 2014)
Le 28 juin 2012, Darius Miller est drafté en 2012 en 46e position par les Hornets de la Nouvelle-Orléans.
Le 31 décembre 2012, il est envoyé en D-League chez les Energy de l'Iowa. Le 26 janvier 2013, il est rappelé par les Hornets  et finit la saison en NBA. En avril 2013, les franchises est rebaptisée Pelicans pour la saison prochaine.
Agent libre en fin de saison 2013-2014, les Pelicans re-signe Darius Miller. Le 30 novembre 2014, il est coupé par la franchise de Louisiane.

#### Brose Baskets (fév. 2015 - 2017)
En janvier 2015, il obtient un contrat de 10 jours avec les Clippers de Los Angeles mais c'est finalement Dahntay Jones qui obtient le contrat.
Le 24 février 2015, Miller s'envole pour l'Europe et particulièrement la Basketball-Bundesliga (BBL) et le club de Brose Baskets à Bamberg avec qui il s'engage jusqu'à la fin de la saison.
Le 28 juillet 2015, il prolonge pour deux saisons avec le club allemand avec qui il vient de remporter le championnat.
Le 8 juillet 2016, il prolonge à nouveau avec le club allemand.

#### Pelicans de La Nouvelle-Orléans (2017-2020)
Le 26 juillet 2017, il quitte l'Allemagne et retourne en NBA où il fait son retour avec les Pelicans.
Le 21 juillet 2019, il est prolongé pour deux saisons supplémentaire avec un contrat de 14,2 millions de dollars. En août 2019, il se rompt le tendon d’Achille et est forfait pour une grande partie de la saison 2019-2020. En juillet 2020, il ne se rend pas avec sa franchise dans la bulle d'Orlando afin de terminer la saison 2019-2020 (à la suite de l'arrêt de la saison en raison de la pandémie de Covid-19) car il n'est pas suffisamment remis de sa blessure.

#### Thunder d'Oklahoma City (2020-avril 2021)
Le 23 novembre 2020, il est transféré au Thunder d'Oklahoma City dans le cadre d'un échange à quatre équipes. Dans le cadre de l'arrivée de Gabriel Deck, il est coupé le 9 avril 2021.

## Clubs successifs
- 2012-2013 :  Hornets de La Nouvelle-Orléans (NBA)
- 2012-2013 :  Energy de l'Iowa (D-League)
- 2013-2014 :  Pelicans de La Nouvelle-Orléans (NBA)
- 2015-2017 :  Brose Baskets (BBL)
- 2017-2020 :  Pelicans de La Nouvelle-Orléans (NBA)
- 2020-avril 2021 :  Thunder d'Oklahoma City (NBA)

## Statistiques
gras = ses meilleures performances

### Universitaires
| Saison    | Équipe   | Matchs | Titul. | Min./m | % Tir | % 3pts | % LF | Rbds/m. | Pass/m. | Int/m. | Ctr/m. | Pts/m. |
| --------- | -------- | ------ | ------ | ------ | ----- | ------ | ---- | ------- | ------- | ------ | ------ | ------ |
| 2008-2009 | Kentucky | 36     | 2      | 21,2   | 41,2  | 32,7   | 80,4 | 3,06    | 1,97    | 0,75   | 0,61   | 5,31   |
| 2009-2010 | Kentucky | 38     | 32     | 21,2   | 40,0  | 33,6   | 79,5 | 2,47    | 1,53    | 0,58   | 0,55   | 6,47   |
| 2010-2011 | Kentucky | 38     | 37     | 31,0   | 47,8  | 44,3   | 85,3 | 4,55    | 1,74    | 0,84   | 1,13   | 10,89  |
| 2011-2012 | Kentucky | 40     | 11     | 26,1   | 47,4  | 37,6   | 79,7 | 2,75    | 2,05    | 0,82   | 0,33   | 9,93   |
| Carrière  | Carrière | 152    | 82     | 24,9   | 44,9  | 37,8   | 81,5 | 3,20    | 1,82    | 0,75   | 0,65   | 8,21   |

### Professionnelles

#### Saison régulière NBA
| Saison    | Équipe              | Matchs | Titul. | Min./m | % Tir | % 3pts | % LF  | Rbds/m. | Pass/m. | Int/m. | Ctr/m. | Pts/m. |
| --------- | ------------------- | ------ | ------ | ------ | ----- | ------ | ----- | ------- | ------- | ------ | ------ | ------ |
| 2012-2013 | La Nouvelle-Orléans | 52     | 2      | 13,3   | 40,7  | 39,3   | 100,0 | 1,50    | 0,85    | 0,33   | 0,23   | 2,27   |
| 2013-2014 | La Nouvelle-Orléans | 45     | 7      | 16,1   | 44,0  | 32,5   | 80,6  | 1,16    | 0,96    | 0,53   | 0,20   | 4,44   |
| 2014-2015 | La Nouvelle-Orléans | 5      | 1      | 8,7    | 14,3  | 0,0    | 0,0   | 0,20    | 0,40    | 0,20   | 0,00   | 0,40   |
| 2017-2018 | La Nouvelle-Orléans | 82     | 3      | 23,7   | 44,4  | 41,1   | 86,6  | 2,00    | 1,35    | 0,34   | 0,21   | 7,77   |
| 2018-2019 | La Nouvelle-Orléans | 69     | 15     | 25,5   | 39,0  | 36,5   | 78,9  | 1,86    | 2,12    | 0,58   | 0,33   | 8,22   |
| 2020-2021 | Oklahoma City       | 18     | 0      | 10,9   | 45,8  | 40,5   | 100,0 | 1,33    | 1,17    | 0,72   | 0,28   | 4,06   |
| Carrière  | Carrière            | 271    | 28     | 19,8   | 41,9  | 38,3   | 84,0  | 1,65    | 1,35    | 0,45   | 0,24   | 5,89   |

#### Playoffs NBA
| Saison   | Équipe              | Matchs | Titul. | Min./m | % Tir | % 3pts | % LF  | Rbds/m. | Pass/m. | Int/m. | Ctr/m. | Pts/m. |
| -------- | ------------------- | ------ | ------ | ------ | ----- | ------ | ----- | ------- | ------- | ------ | ------ | ------ |
| 2018     | La Nouvelle-Orléans | 9      | 0      | 18,0   | 41,2  | 37,5   | 100,0 | 2,22    | 1,22    | 0,56   | 0,00   | 4,78   |
| Carrière | Carrière            | 9      | 0      | 18,0   | 41,2  | 37,5   | 100,0 | 2,22    | 1,22    | 0,56   | 0,00   | 4,78   |

## Records sur une rencontre en NBA
Les records personnels de Darius Miller en NBA sont les suivants, :
| Type de statistique        | Saison régulière | Saison régulière          | Saison régulière | Playoffs | Playoffs                    | Playoffs      |
| Type de statistique        | Record           | Adversaire                | Date             | Record   | Adversaire                  | Date          |
| -------------------------- | ---------------- | ------------------------- | ---------------- | -------- | --------------------------- | ------------- |
| Points                     | 21               | 3 fois                    | 3 fois           | 9        | @ Warriors de Golden State  | 28 avril 2018 |
| Paniers marqués            | 8                | 2 fois                    | 2 fois           | 3        | 2 fois                      | 2 fois        |
| Paniers tentés             | 17               | @ Thunder d'Oklahoma City | 24 janvier 2019  | 7        | 2 fois                      | 2 fois        |
| Paniers à 3 points réussis | 6                | 2 fois                    | 2 fois           | 2        | 3 fois                      | 3 fois        |
| Paniers à 3 points tentés  | 11               | 4 fois                    | 4 fois           | 6        | Trail Blazers de Portland   | 19 avril 2018 |
| Lancers francs réussis     | 6                | Trail Blazers de Portland | 12 janvier 2018  | 3        | @ Warriors de Golden State  | 1er mai 2018  |
| Lancers francs tentés      | 6                | 2 fois                    | 2 fois           | 3        | @ Warriors de Golden State  | 1er mai 2018  |
| Rebonds offensifs          | 2                | 6 fois                    | 6 fois           | 1        | 2 fois                      | 2 fois        |
| Rebonds défensifs          | 8                | 2 fois                    | 2 fois           | 4        | @ Trail Blazers de Portland | 14 avril 2018 |
| Rebonds totaux             | 9                | @ Suns de Phoenix         | 24 novembre 2017 | 4        | 2 fois                      | 2 fois        |
| Passes décisives           | 7                | @ Hawks d'Atlanta         | 10 mars 2019     | 6        | @ Warriors de Golden State  | 28 avril 2018 |
| Interceptions              | 4                | Thunder d'Oklahoma City   | 14 avril 2014    | 2        | Trail Blazers de Portland   | 19 avril 2018 |
| Contres                    | 4                | @ Clippers de Los Angeles | 14 janvier 2019  | -        | -                           | -             |
| Balles perdues             | 4                | @ Mavericks de Dallas     | 18 mars 2019     | 2        | Warriors de Golden State    | 4 mai 2018    |
| Minutes jouées             | 41               | Bulls de Chicago          | 22 janvier 2018  | 25       | @ Warriors de Golden State  | 28 avril 2018 |

- Double-double : 0
- Triple-double : 0

Dernière mise à jour : 16 novembre 2020